# Импостација
Импостација (лат. impostare) је процес у позоришту током којег се поставља, тражи и ствара глас глумцима и певачима.